# Lei do Chá
A Lei do Chá (em inglês, Tea Act) foi uma manobra legislativa feita pelo ministro Lorde North para tornar o chá inglês vendável na América. A lei passou pelo parlamento britânico em 10 de maio de 1773.